# Football League One de 2011–12
A Football League One de 2011–12 (conhecida como Npower Football League One, por razões de patrocínio) foi a 8ª edição do campeonato com o nome de Football League One e a 91ª edição como terceiro nível no sistema de ligas do futebol inglês.

## Regulamento
A Football League One é disputada por 24 clubes em dois turnos. Em cada turno, todos os times jogaram entre si uma única vez. Os jogos do segundo turno serão realizados na mesma ordem do primeiro, apenas com o mando de campo invertido. Os dois primeiros colocados são automaticamente promovidos para a Football League Championship, e os quatro últimos rebaixados para a Football League Two.

### Playoff
Playoff é uma fase extra disputada entre o terceiro ao sexto colocado. O terceiro enfrenta o sexto colocado, e o quarto enfrenta o quinto colocado em jogos de ida e volta. O vencedor de cada partida se enfrenta em jogo único para definir o terceiro clube promovido para a Football League Championship..

## Participantes
| Clube               | Localização   | Estadio                      | Capacidade |
| ------------------- | ------------- | ---------------------------- | ---------- |
| Bournemouth         | Bournemouth   | Dean Court                   | 9,600      |
| Brentford           | London        | Griffin Park                 | 12,763     |
| Bury                | Bury          | Gigg Lane                    | 11,840     |
| Carlisle United     | Carlisle      | Brunton Park Stadium         | 16,981     |
| Charlton Athletic   | Londres       | The Valley                   | 27,111     |
| Chesterfield        | Chesterfield  | B2net Stadium                | 10,600     |
| Colchester United   | Colchester    | Colchester Community Stadium | 10,064     |
| Exeter City         | Exeter        | St James Park                | 8,830      |
| Hartlepool United   | Hartlepool    | Victoria Park                | 8,240      |
| Huddersfield Town   | Huddersfield  | Galpharm Stadium             | 24,500     |
| Leyton Orient       | Londres       | Brisbane Road                | 9,271      |
| Milton Keynes Dons  | Milton Keynes | Stadium:mk                   | 22,000     |
| Notts County        | Nottingham    | Meadow Lane                  | 21,388     |
| Oldham Athletic     | Oldham        | Boundary Park                | 10,638     |
| Preston North End   | Preston       | Deepdale                     | 23,408     |
| Rochdale            | Rochdale      | Spotland Stadium             | 10,249     |
| Scunthorpe United   | Scunthorpe    | Glanford Park                | 9,088      |
| Sheffield United    | Sheffield     | Bramall Lane                 | 32,702     |
| Sheffield Wednesday | Sheffield     | Estádio Hillsborough         | 39,812     |
| Stevenage           | Stevenage     | Broadhall Way                | 7,100      |
| Tranmere Rovers     | Birkenhead    | Prenton Park                 | 16,789     |
| Walsall             | Walsall       | The Banks' Stadium           | 11,300     |
| Wycombe Wanderers   | High Wycombe  | Adams Park                   | 10,284     |
| Yeovil Town         | Yeovil        | Huish Park                   | 9,665      |

### Entradas
Promovidos da Football League Two
- Chesterfield
- Bury
- Wycombe Wanderers
- Stevenage

Rebaixados da Football League Championship
- Sheffield United
- Scunthorpe United
- Preston North End

### Saídas
Promovidos para Football League Championship
- Brighton & Hove Albion
- Southampton
- Peterborough United

Rebaixados para Football League Two
- Dagenham & Redbridge
- Bristol Rovers
- Plymouth Argyle
- Swindon Town

## Classificação
| 1  | Charlton Athletic   | 101 | 46 | 30 | 11 | 5  | 82 | 36 | +46 |
| 2  | Sheffield Wednesday | 93  | 46 | 28 | 9  | 9  | 82 | 48 | +34 |
| 3  | Sheffield United    | 90  | 46 | 27 | 9  | 10 | 92 | 51 | +41 |
| 4  | Huddersfield Town   | 81  | 46 | 21 | 18 | 7  | 79 | 47 | +32 |
| 5  | Milton Keynes Dons  | 80  | 46 | 22 | 14 | 10 | 84 | 47 | +37 |
| 6  | Stevenage           | 73  | 46 | 18 | 19 | 9  | 69 | 44 | +25 |
| 7  | Notts County        | 73  | 46 | 18 | 19 | 9  | 75 | 63 | +12 |
| 8  | Carlisle United     | 69  | 46 | 18 | 15 | 13 | 65 | 66 | -1  |
| 9  | Brentford           | 67  | 46 | 18 | 13 | 15 | 63 | 51 | +12 |
| 10 | Colchester United   | 59  | 46 | 13 | 20 | 13 | 61 | 66 | -5  |
| 11 | Bournemouth         | 58  | 46 | 15 | 13 | 18 | 48 | 52 | -4  |
| 12 | Tranmere Rovers     | 56  | 46 | 14 | 14 | 18 | 49 | 53 | -4  |
| 13 | Hartlepool United   | 56  | 46 | 14 | 14 | 18 | 50 | 55 | -5  |
| 14 | Bury                | 56  | 45 | 15 | 11 | 20 | 60 | 79 | -19 |
| 15 | Preston North End   | 54  | 46 | 13 | 15 | 18 | 54 | 68 | -14 |
| 16 | Oldham Athletic     | 54  | 46 | 14 | 12 | 20 | 50 | 66 | -16 |
| 17 | Yeovil Town         | 54  | 46 | 14 | 12 | 20 | 59 | 80 | -21 |
| 18 | Scunthorpe United   | 52  | 46 | 10 | 22 | 14 | 55 | 59 | -4  |
| 19 | Walsall             | 50  | 46 | 10 | 20 | 16 | 51 | 57 | -6  |
| 20 | Leyton Orient       | 50  | 46 | 13 | 11 | 22 | 48 | 75 | -27 |
| 21 | Wycombe Wanderers   | 43  | 46 | 11 | 10 | 25 | 65 | 88 | -23 |
| 22 | Chesterfield        | 42  | 46 | 10 | 12 | 24 | 55 | 81 | -26 |
| 23 | Exeter City         | 42  | 46 | 10 | 12 | 24 | 46 | 75 | -29 |
| 24 | Rochdale            | 38  | 46 | 8  | 14 | 24 | 47 | 81 | -34 |

|  |                                                            |
|  | Promovidos diretamente para a Football League Championship |
|  | Classificados para os playoffs                             |
|  | Rebaixados para a Football League Two                      |

## Playoff
|  | Semifinais | Semifinais        | Semifinais            | Semifinais | Semifinais |  |   | Final            | Final | Final |
|  |            |                   |                       |            |            |  |   |                  |       |       |
|  | 3          | Sheffield United  | 0                     | 1          | 1          |  |   |                  |       |       |
|  | 6          | Stevenage         | 0                     | 0          | 0          |  |   |                  |       |       |
|  |            |                   |                       |            |            |  | 3 | Sheffield United | 0 (7) |       |
|  |            | 4                 | Huddersfield Town (p) | 0 (8)      |            |  |   |                  |       |       |
|  | 5          | MK Dons           | 0                     | 2          | 2          |  |   |                  |       |       |
|  | 4          | Huddersfield Town | 2                     | 1          | 3          |  |   |                  |       |       |

## Resultados
|                     | BOU | BRE | BUR | CAR | CHA | CHE | COL | EXE | HAR | HUD | LEY | MKD | NOT | OLD | PRE | ROC | SCU | SHE | SHW | STE | TRA | WAL | WYC | YEO |
| ------------------- | --- | --- | --- | --- | --- | --- | --- | --- | --- | --- | --- | --- | --- | --- | --- | --- | --- | --- | --- | --- | --- | --- | --- | --- |
| Bournemouth         | —   |     |     |     |     |     |     |     |     |     |     |     |     |     |     |     |     |     |     |     |     |     |     |     |
| Brentford           |     | —   |     |     |     |     |     |     |     |     |     |     |     |     |     |     |     |     |     |     |     |     |     |     |
| Bury                |     |     | —   |     |     |     |     |     |     |     |     |     |     |     |     |     |     |     |     |     |     |     |     |     |
| Carlisle United     |     |     |     | —   |     |     |     |     |     |     |     |     |     |     |     |     |     |     |     |     |     |     |     |     |
| Charlton Athletic   |     |     |     |     | —   |     |     |     |     |     |     |     |     |     |     |     |     |     |     |     |     |     |     |     |
| Chesterfield        |     |     |     |     |     | —   |     |     |     |     |     |     |     |     |     |     |     |     |     |     |     |     |     |     |
| Colchester United   |     |     |     |     |     |     | —   |     |     |     |     |     |     |     |     |     |     |     |     |     |     |     |     |     |
| Exeter City         |     |     |     |     |     |     |     | —   |     |     |     |     |     |     |     |     |     |     |     |     |     |     |     |     |
| Hartlepool United   |     |     |     |     |     |     |     |     | —   |     |     |     |     |     |     |     |     |     |     |     |     |     |     |     |
| Huddersfield Town   |     |     |     |     |     |     |     |     |     | —   |     |     |     |     |     |     |     |     |     |     |     |     |     |     |
| Leyton Orient       |     |     |     |     |     |     |     |     |     |     | —   |     |     |     |     |     |     |     |     |     |     |     |     |     |
| Milton Keynes Dons  |     |     |     |     |     |     |     |     |     |     |     | —   |     |     |     |     |     |     |     |     |     |     |     |     |
| Notts County        |     |     |     |     |     |     |     |     |     |     |     |     | —   |     |     |     |     |     |     |     |     |     |     |     |
| Oldham Athletic     |     |     |     |     |     |     |     |     |     |     |     |     |     | —   |     |     |     |     |     |     |     |     |     |     |
| Preston North End   |     |     |     |     |     |     |     |     |     |     |     |     |     |     | —   |     |     |     |     |     |     |     |     |     |
| Rochdale            |     |     |     |     |     |     |     |     |     |     |     |     |     |     |     | —   |     |     |     |     |     |     |     |     |
| Scunthorpe United   |     |     |     |     |     |     |     |     |     |     |     |     |     |     |     |     | —   |     |     |     |     |     |     |     |
| Sheffield United    |     |     |     |     |     |     |     |     |     |     |     |     |     |     |     |     |     | —   |     |     |     |     |     |     |
| Sheffield Wednesday |     |     |     |     |     |     |     |     |     |     |     |     |     |     |     |     |     |     | —   |     |     |     |     |     |
| Stevenage           |     |     |     |     |     |     |     |     |     |     |     |     |     |     |     |     |     |     |     | —   |     |     |     |     |
| Tranmere Rovers     |     |     |     |     |     |     |     |     |     |     |     |     |     |     |     |     |     |     |     |     | —   |     |     |     |
| Walsall             |     |     |     |     |     |     |     |     |     |     |     |     |     |     |     |     |     |     |     |     |     | —   |     |     |
| Wycombe Wanderers   |     |     |     |     |     |     |     |     |     |     |     |     |     |     |     |     |     |     |     |     |     |     | —   |     |
| Yeovil Town         |     |     |     |     |     |     |     |     |     |     |     |     |     |     |     |     |     |     |     |     |     |     |     | —   |

| Vitória do mandante; Vitória do visitante; Empate. Em negrito os jogos "clássicos". |

## Artilheiros
| Pos | Jogador                 | Clube               | Gols |
| --- | ----------------------- | ------------------- | ---- |
| 1   | Jordan Rhodes           | Huddersfield Town   | 36   |
| 2   | Ched Evans              | Sheffield United    | 29   |
| 3   | Bradley Wright-Phillips | Charlton Athletic   | 22   |
| 4   | Stuart Beavon           | Wycombe Wanderers   | 21   |
| 5   | Gary Madine             | Sheffield Wednesday | 18   |
| 6   | Andy Williams           | Yeovil Town         | 16   |
| 7   | Lee Miller              | Carlisle United     | 14   |
| 8   | François Zoko           | Carlisle United     | 13   |
| 8   | Anthony Wordsworth      | Colchester United   | 13   |
| 8   | Lee Novak               | Huddersfield Town   | 13   |
| 8   | Jeff Hughes             | Notts County        | 13   |
| 8   | Lee Williamson          | Sheffield United    | 13   |